# 雪風 (曲)
「雪風」（ゆきかぜ）は、日本のロックバンド・スピッツの楽曲。2015年4月15日にユニバーサルJより40作目のシングルとして配信限定で発売された。

## 解説
前作『愛のことば -2014mix-』より9ヶ月ぶりのリリースで、前作に続き配信限定というフォーマットでのリリース。
本作はテレビ東京系ドラマ『不便な便利屋』のエンディングテーマで、前作同様にドラマのタイアップ曲。
配信開始日にジャケット写真が公開された。ジャケット写真には、草野が数年前に訪れた際に印象に残ったというノルウェイのスピッツベルゲンの雪景色の写真が使用された。

## 収録曲
1. 雪風 (3:08)
  - 作詞・作曲 : 草野正宗

テレビ東京系ドラマ『不便な便利屋』のエンディングテーマとして書き下ろされた楽曲で、草野は「雪の町が舞台なので、（雪に縁のない）九州育ちの男が妄想力をフル稼働させて書いた」「バンド史上初？の記念すべき雪ソング」とコメントしている[3][6]。
4月23日に本作とドラマ『不便な便利屋』がコラボレーションし、ドラマのエンディングテーマを編集したスペシャル映像が公開された。なおドラマのエンディングシーンは、同ドラマの監督である鈴井貴之の「主人公の純が見知らぬ町で人々と出会い、様々な経験をして成長していく過程を、雪の中を歩く姿で表現している。」という意図により毎回異なっていた[7]。
2016年7月27日に発売された15thアルバム『醒めない』に収録されたのは、2016年にボーカルを録り直したアルバムバージョンで、シングルバージョンは『CYCLE HIT 2006-2017 Spitz Complete Single Collection』でアルバム初収録となった[1]。

## 参加ミュージシャン
- 草野正宗 - Vocals, Guitar
- 三輪テツヤ - Guitar
- 田村明浩 - Bass
- 﨑山龍男 - Drums
- 皆川真人 - Hammond B3
- 豊田泰孝 - Programming

## 収録アルバム
- 醒めない（アルバムバージョン）
- CYCLE HIT 2006-2017 Spitz Complete Single Collection